# Росава (село)
Роса́ва — село в Україні, в Обухівському районі Київської області. Населення становить 1883 особи.

## Географія
Село знаходиться при впадінні річки Кагарлик в річку Росава та біля струмка Раківка. Через село проходить автошлях Н01.

## Герб
Опис: «На синьому три срібні краплі у косу балку, обтяжені червоними кулями.»
Білий та синій — кольори покровителя села Святого Миколая.
Срібні краплі — роса, вода — вказують на сучасну назву села (герб є промовистим), на річки, що злилися в один потік. У християнстві роса вважається символом Божої благодаті. У решті світу — божественним небесним даром, нектаром безсмертя.
Червоні круги, кулі —  означають короваї, паляниці, коржі (у цьому випадку випечені з ячки) — вказують на стару назву Ячники. Роса з ячником свідчить про успадкування селом слави свого попередника.

## Історія

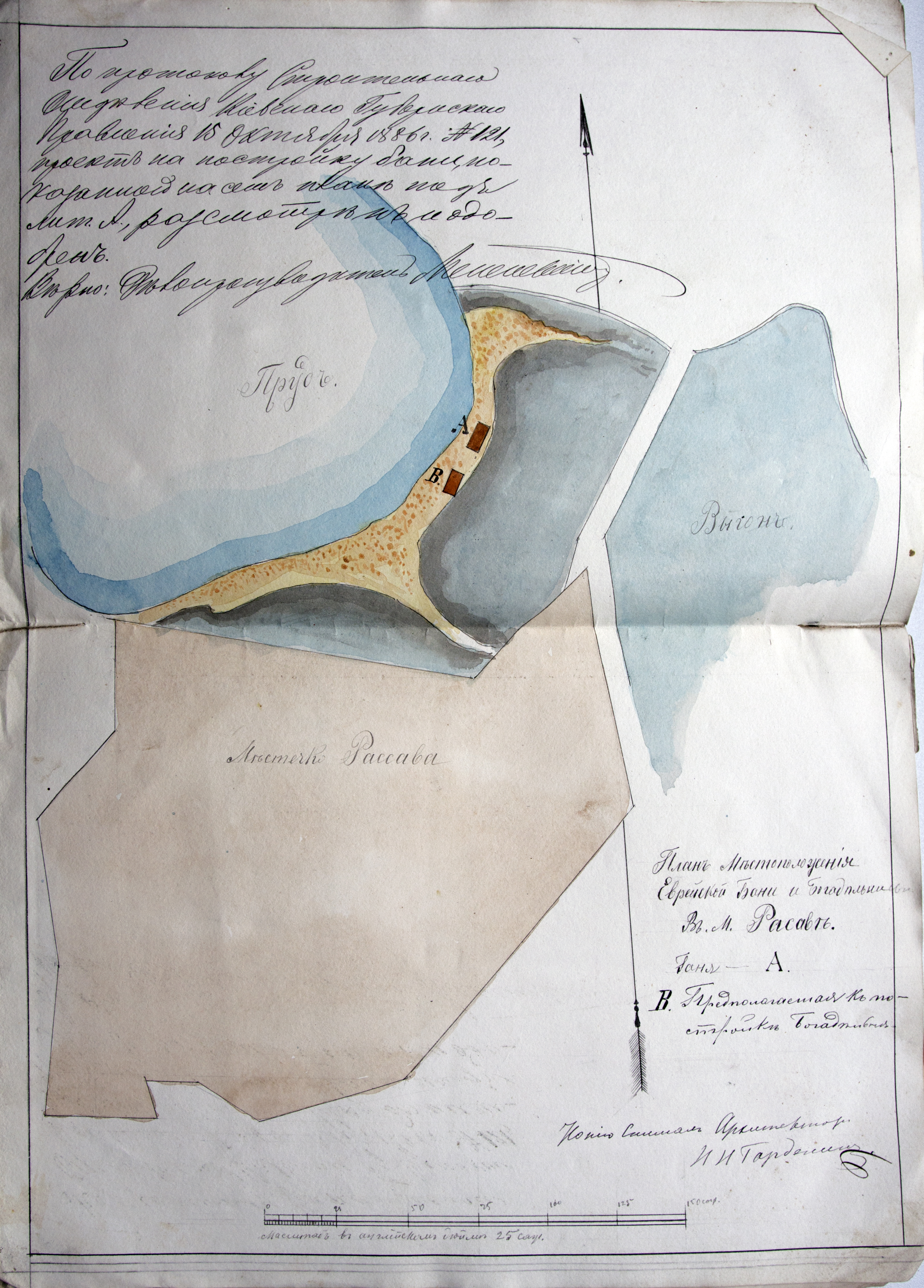
План села Росава 1886 року.

Як свідчать історичні джерела 1648–1657 роках, у с. Росава (раніше с. Ячники) при Свято-Миколаївській церкві існувала школа. До 1910 р. дані про розвиток освіти на селі не конкретизовано.
З презенти 1730 року князя Любомирського старости Богуславського 1730 року 8 березня, що зберігалась в місцевій церкві, виходить, що в ті часи Росава мала назву Ячники.

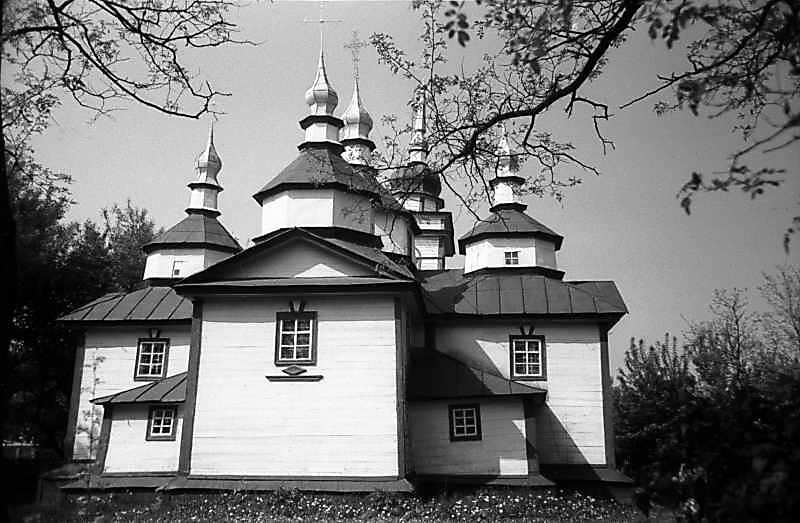
Миколаївська церква в Росаві Миронівського району. Загальний вигляд зі сходу

Над Росавою, в містечку, є давнє замковище, обнесене великим муром. На полях поблизу села є величезна могила, яку звуть Розкопаною. Верхів'я її розрито та поруч багато менших могил. Деякі з них в 1860 році розкопані графом Костянтином Браницьким. У них знайдені людські кістки разом з кінськими. Разом з ними були залишки військових обладунків: вуздечки, стремена, шаблі, піки та кольчуги. Всі ці речі татарського походження зберігались в музеї графа.
В цьому захищеному місці 1637 року козаки під керівництвом Томиленка стояли кілька місяців табором під час війни з польськими військами, які стояли в Богуславі. Через деякий час тут був обраний гетьманом Сава Кононович замість Томиленка.
В 1661 році тут кілька місяців стояв обозом Юрій Хмельницький, очікуючи поляків та татар, щоб разом перебратися через Дніпро та виступити проти московського царя.
Відомо, що в 1740 році в селі було 30 дворів.
В 1752 році була побудована дерев'яна церква Святого Миколая.
В 1790 році в селі було 120 дворів та 1365 мешканців.
В XIX столітті тривалий час село належало поміщикам Браницьким.
В 1852 році церква біла перероблена та піднята на кам'яний фундамент. Побудована нова дзвіниця. Всі стіни були перефарбовані наново.
В церкві зберігалася чудова срібна чаша з прибором, подарована місцевим протоієреєм Стефаном Ковальським. Сам протоієрей похований при церкві разом з дружиною. Вартість чаші становила близько 200 рублів.
За відомостями 1864 року з довідника Лаврентія Похилевича, в селі мешкало 1441 православних, 11 римокатоликів та 465 євреїв.
На початку XX століття сільські землі були в довготривалій оренді у фермера Феофіла Івановича Гутовського. Землеробство велось по чотирипольній системі. Звичайні селяни використовували трипольну.
Станом на 1885 рік у колишньому власницькому селі Козинської волості Канівського повіту Київської губернії мешкало 1778 осіб, налічувалось 335 дворових господарств, існувала православна парафіяльна церква святого Миколая Чудотворця (1752), єврейський молитовний будинок, школа, 2 постоялих двори, 2 постоялих будинків, 32 лавки, водяний млин, 3 крупорушки.
За переписом 1897 року кількість мешканців зросла до 3691 особи (1803 чоловічої статі та 1888 — жіночої), з яких 3545 — православної віри.

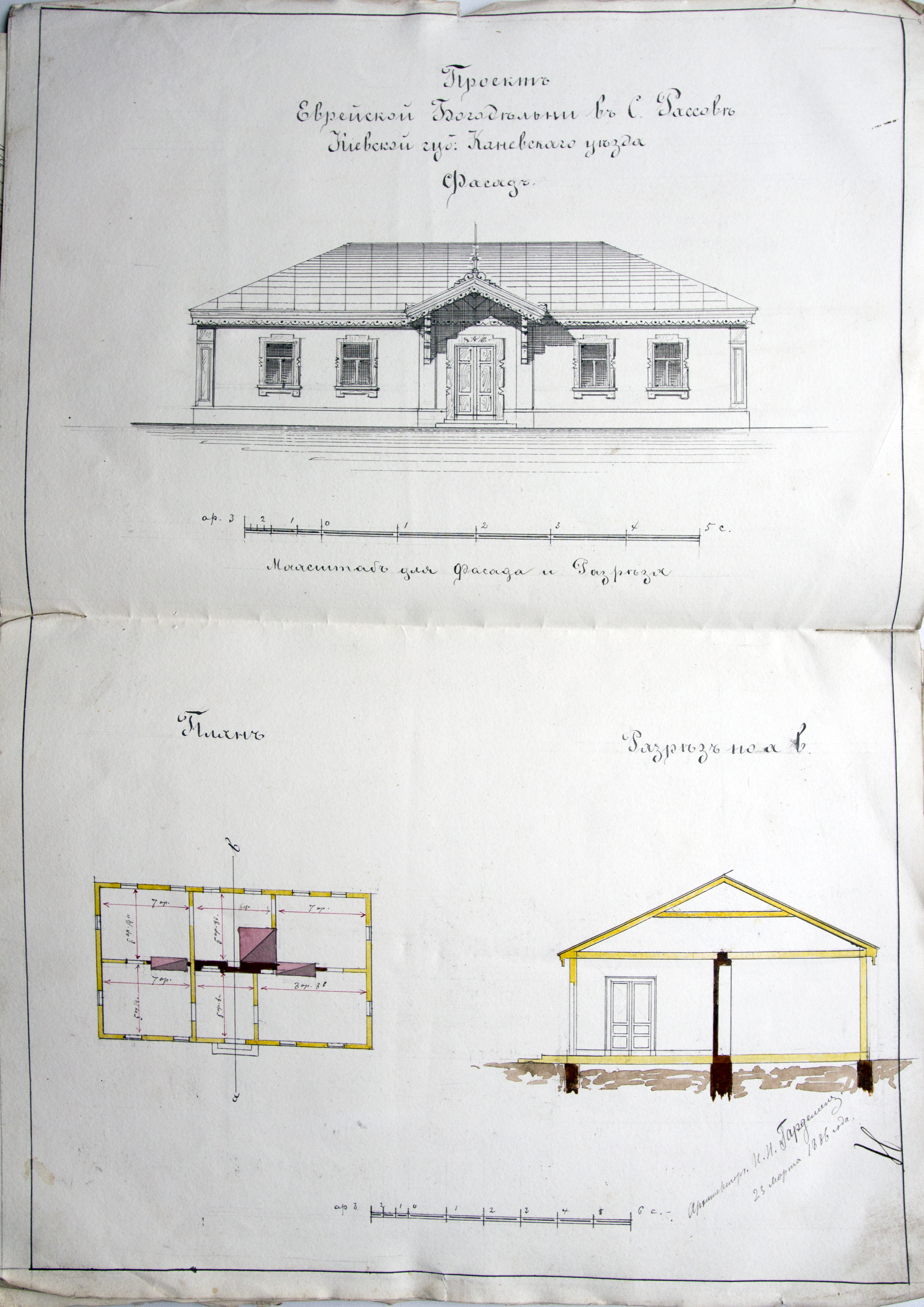
План єврейського молитовного будинку в селі Росава 1886 року

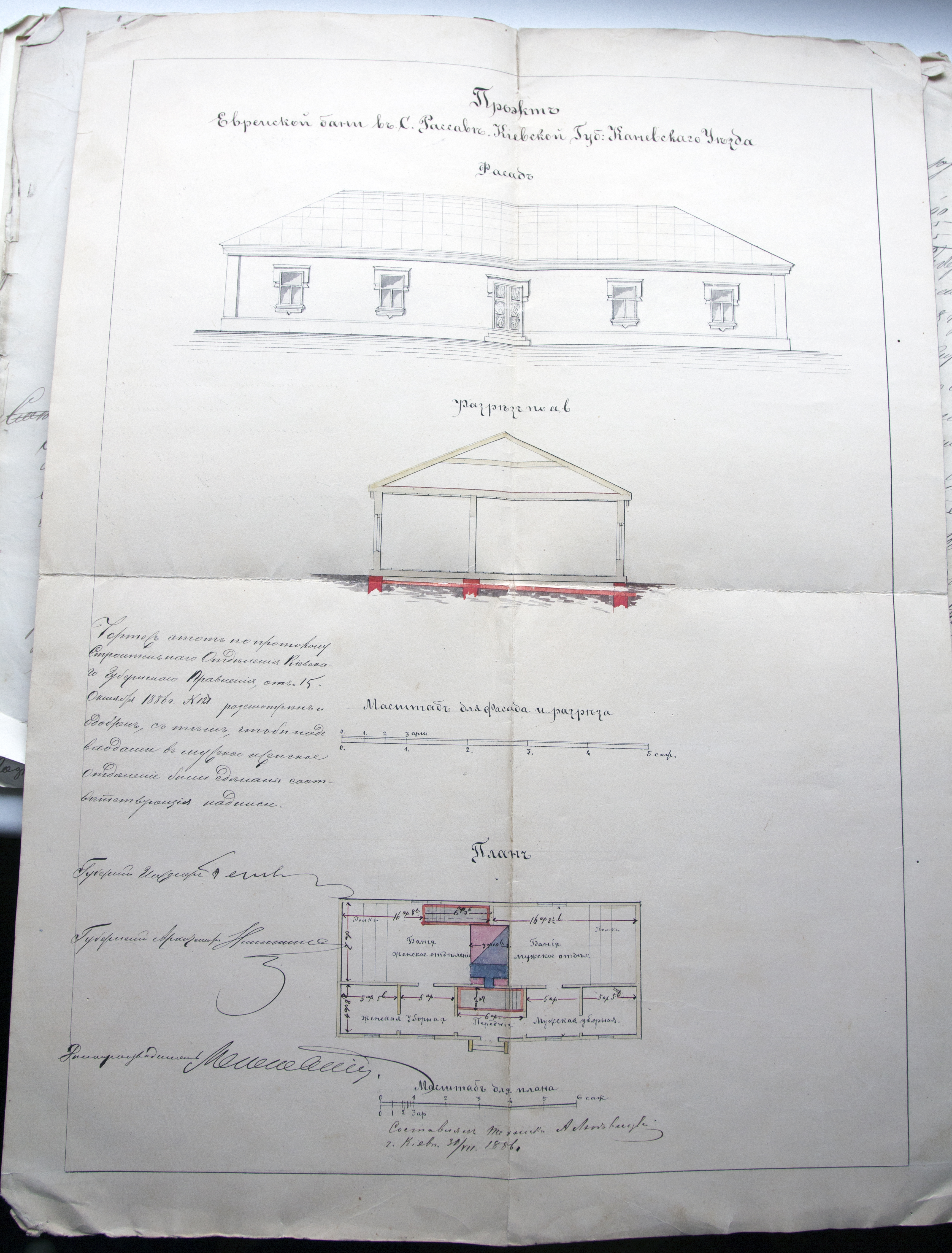
План єврейської бані в селі Росава 1886 року

Станом на 1900 рік в селі мешкало 3674 особи. 1826 чоловіків та 1848 жінок. Налічувалось 567 дворів. Загалом селу належало 2955 десятин землі. Також в селі була 1 церква, 2 єврейські синагоги, 1 церковно-приходська школа, 1 аптека, 1 фельдшер, 2 постоялих двори, 1 водяний млин, 8 повітряних млинів, 19 топчакових та 8 кузень. Продовольчий капітал на 1900 рік становив 9102 руб 21 коп.

## Єврейське поселення

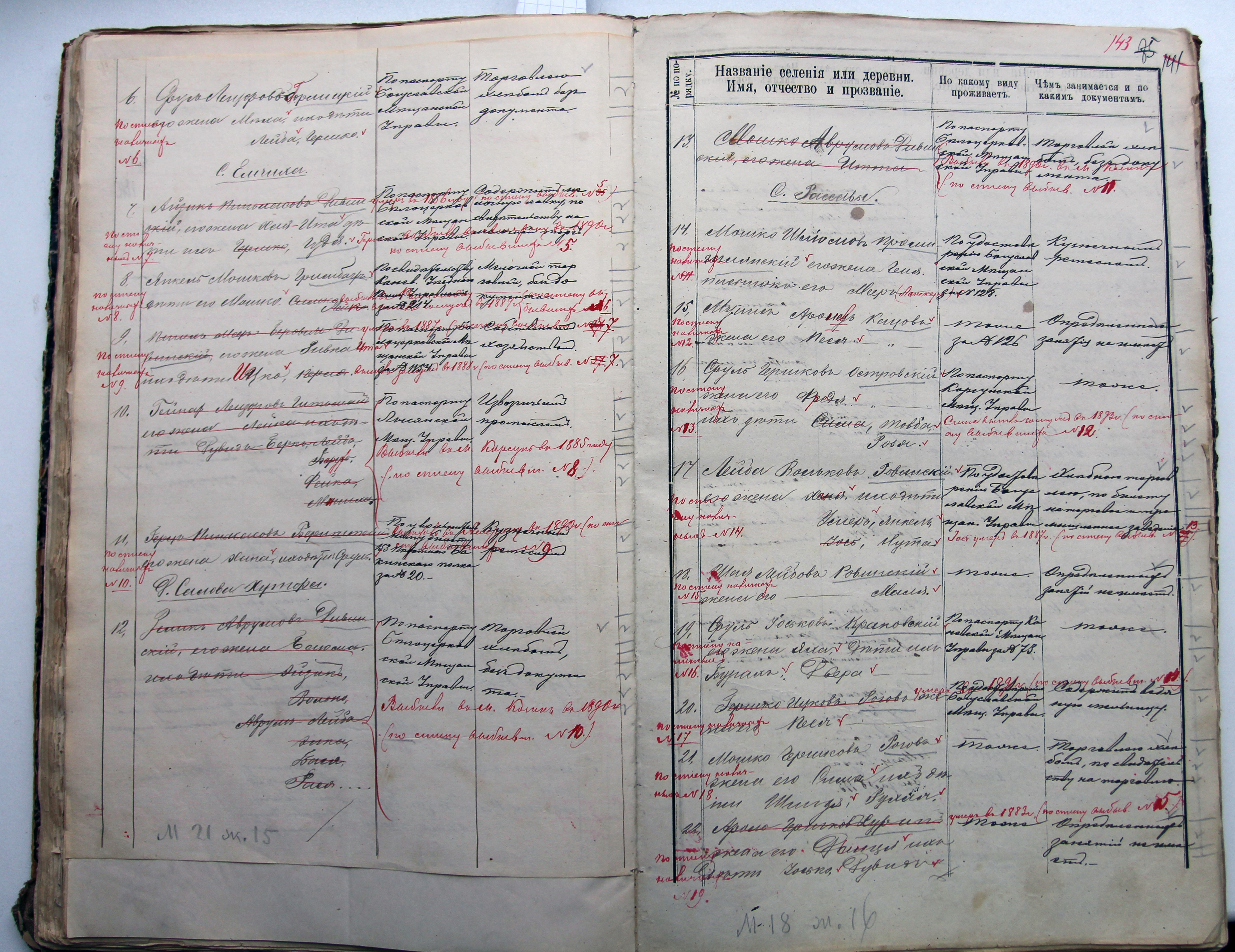
Перепис євреїв села Росава 1882 року

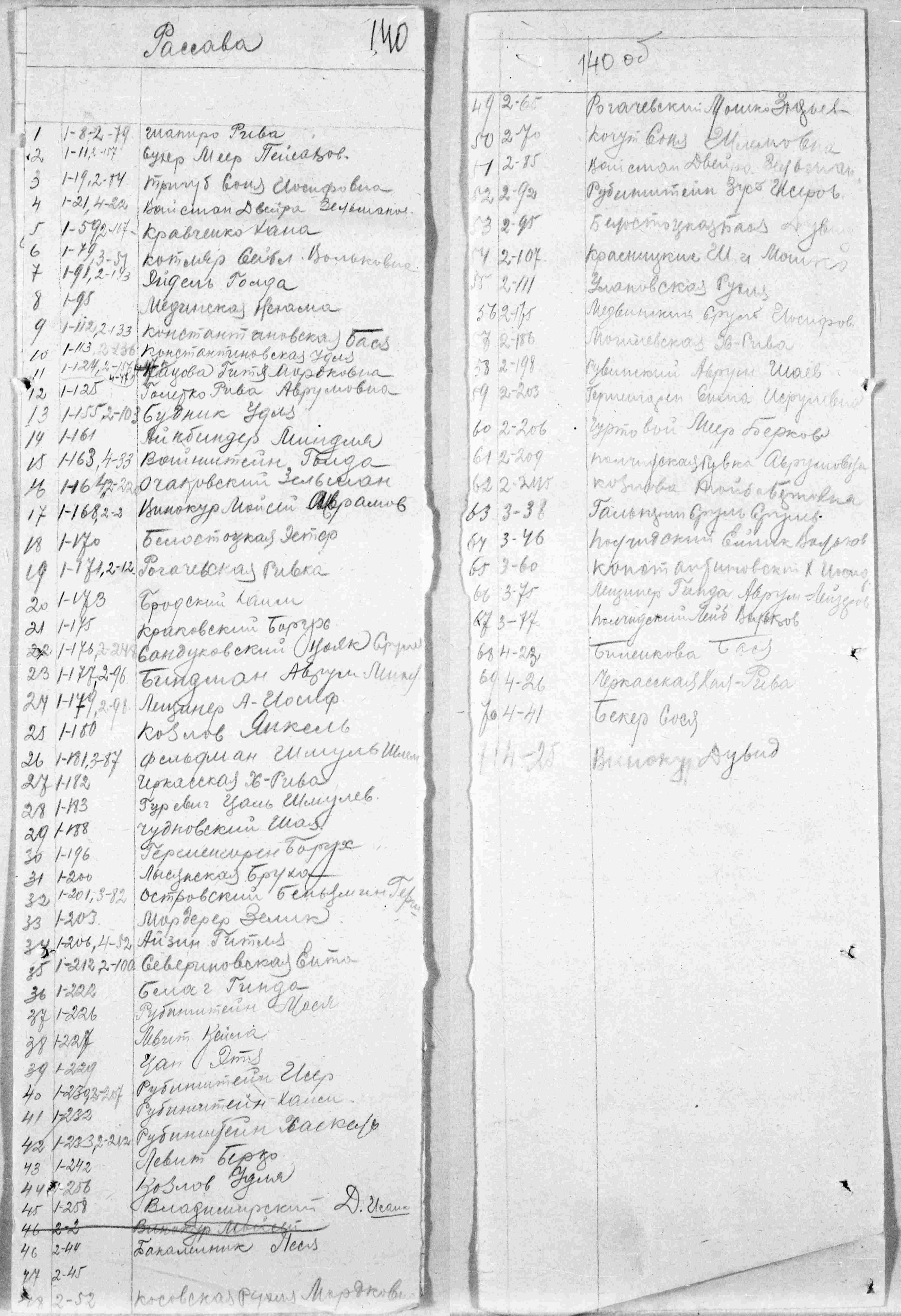
Список загиблих та поранених євреїв Росави за 1919 рік

В Росаві було велике поселення євреїв. Окрема частина села де жили євреї звалась містечком. Така назва збереглася і донині. До революції тут мешкало близько 300 родин євреїв. За відомостями 1900 року в селі було дві синагоги.
1877 рік. Рапорт приходського священника про відведення землі для єврейського кладовища в селі Росава Канівського повіту.
1877 рік. Справа про будівництво Талмуд-Тори в селі Росава.
1880 рік. Перепис євреїв села Росава.
1886 рік. Справа про будівництво єврейської бані в селі Росава.
1892 рік. Справа про єврейський молитвений будинок в селі Росава.
Єврейські погроми 1919 року.
В лютому-березні 1919 на Київщіні проходили масові єврейські погроми. Росава не стала винятком. Всього в селі було чотири великих погроми, після чого єврейське містечко припинило існування.
В лютому 1919 року в Росаві пройшло три погроми з великою кількістью вбитих, поранених та зґвалтованих. В березні трапилось декілька пограбувань різними бандами.
Серед визнаних нападників були червоноармійці шостого полку Таращанської дивізії, банда Григорьєва та Денікінські війська. Останні нищили село майже шість тижнів. За документами спеціальних комісій в селі були спалені та зруйновані всі єврейські хати.
Місцеві селяни переховували євреїв. Однак кара за це була сувора.
Загалом було вбито близько 80 людей. Майже все населення евакуювалося до Богуслава. Впродовж 1919 та 1920 років в Богуславі загинули від епідемій та хвороб більш ніж 150 селян Росави.
Євреї вже ніколи не повертались до села. Ще довго стояло велике єврейське кладовище. Але час бере своє. Занедбані пам'ятники використовувались у будівництві. А потім воно було остаточно ліквідавано. На цьому місці зараз поле.

## Населення

### Мова
Розподіл населення за рідною мовою за даними перепису 2001 року:
| Мова            | Кількість | Відсоток |
| --------------- | --------- | -------- |
| українська      | 2333      | 96.80%   |
| російська       | 69        | 2.86%    |
| вірменська      | 5         | 0.21%    |
| румунська       | 1         | 0.04%    |
| інші/не вказали | 2         | 0.09%    |
| Усього          | 2410      | 100%     |

## Освіта
У власному будинку місцевого поміщика 15 листопада 1913 року відкрилося двокласне початкове народне училище. Станом на 1914 рік в училищі навчалося 178 дітей, з них: 116 хлопців та 62 дівчини. Першим завідувачем (директором) училища був Костянтин Гаврилович Іванов, вчителювали о. Михайло Єрофєєв, Марія Семенівна Донченкова, Агрипіна Фомівна Суслова, Андрій Іванович Доманицький (Закон Божий). Казна та земство виділяли для роботи училища разом 2400 рублів на рік, що було досить вагомою сумою, як на той час. У 1944 році тут розташовувався пересувний радянський шпиталь № 2418. У січні 2019 року на фасаді школи встановлена пам'ятна таблиця, яка коротко сповіщає про історію школи. Нині у приміщенні школи діє Миронівський міжшкільний навчально-виробничий комбінат, де навчають водійському ремеслу.

## Відомі люди
Народилися
- Кондратович Микита Ульянович — Герой Радянського Союзу;
- Мироненко Анатолій Антонович (1937) — український письменник.
- Мостіпан Уляна Миколаївна (1944) — український політик, народний депутат України V та VI скликань.
- Натикач Петро Іванович (1947) — дослідник історії України, краєзнавець.
- Никоненко Петро Макарович (1936) — український вчений, заслужений працівник народної освіти України.
- Щупик Яким Гнатович — козак 2-ї бригади 4-ї Київської дивізії Армії УНР, герой Другого Зимового походу;
- Яценко Юрій Петрович — солдат Збройних сил України, учасник російсько-української війни 2014—2015 років.

## Метричні книги та переписи населення села Росава в архівах України
Перепис виборщиків до Державної Думи по Канівському повіту за 1912 рік. Дивитись онлайн
Центральний державний історичний архів України. м. Київ, вул. Солом'янська 24.

### Сповідні відомості. церква св. Миколая
1801 рік. Фонд 127, опис 1015, справа 139.
1802 рік. Фонд 127, опис 1015, справа 151.
1816 рік. Фонд 127, опис 1015, справа 169.
1822 рік. Фонд 127, опис 1015, справа 227.
1823 рік. Фонд 127, опис 1015, справа 327а.
1827 рік. Фонд 127, опис 1015, справа 252.
1830 рік. Фонд 127, опис 1015, справа 276.
1834 рік. Фонд 127, опис 1015, справа 303.
1844 рік. Фонд 127, опис 1015, справа 660.
1848 рік. Фонд 127, опис 1015, справа 748.
1866 рік. Фонд 127, опис 1015, справа 1104.

### Метричні книги. церква св. Миколая
| Рік  | Фонд | Опис | Справа |
| 1795 | 127  | 1012 | 1002   |
| 1797 | 127  | 1012 | 1069   |
| 1800 | 127  | 1012 | 1162   |
| 1801 | 127  | 1012 | 1182   |
| 1802 | 127  | 1012 | 1198   |
| 1805 | 127  | 1012 | 1249a  |
| 1807 | 127  | 1012 | 1278   |
| 1808 | 127  | 1012 | 1293   |
| 1809 | 127  | 1012 | 1303   |
| 1810 | 127  | 1012 | 1319   |
| 1811 | 127  | 1012 | 1335   |
| 1812 | 127  | 1012 | 1350   |
| 1813 | 127  | 1012 | 1362   |
| 1814 | 127  | 1012 | 1376   |
| 1815 | 127  | 1012 | 1390   |
| 1816 | 127  | 1012 | 1404   |
| 1818 | 127  | 1012 | 1434   |
| 1819 | 127  | 1012 | 1451   |
| 1821 | 127  | 1012 | 1481   |
| 1821 | 127  | 1012 | 1482   |
| 1823 | 127  | 1012 | 1509   |
| 1824 | 127  | 1012 | 1524   |
| 1825 | 127  | 1012 | 1495   |
| 1825 | 127  | 1012 | 1539   |
| 1826 | 127  | 1012 | 1556   |
| 1827 | 127  | 1012 | 1575   |
| 1828 | 127  | 1012 | 1592   |
| 1829 | 127  | 1012 | 1612   |
| 1830 | 127  | 1012 | 1631   |
| 1832 | 127  | 1012 | 1676   |
| 1833 | 127  | 1012 | 1704   |
| 1834 | 127  | 1012 | 1730а  |
| 1835 | 127  | 1012 | 1757   |
| 1836 | 127  | 1012 | 1792   |
| 1837 | 127  | 1012 | 1828   |
| 1838 | 127  | 1012 | 1861   |
| 1839 | 127  | 1012 | 1895   |
| 1840 | 127  | 1012 | 1948   |
| 1841 | 127  | 1012 | 2014   |
| 1842 | 127  | 1012 | 2065   |
| 1844 | 127  | 1012 | 2188   |
| 1845 | 127  | 1012 | 2246   |
| 1846 | 127  | 1012 | 2313a  |
| 1847 | 127  | 1012 | 2389   |
| 1849 | 127  | 1012 | 2535a  |
| 1850 | 127  | 1012 | 2594   |
| 1851 | 127  | 1012 | 2676   |
| 1852 | 127  | 1012 | 2744   |
| 1853 | 127  | 1012 | 2813   |
| 1855 | 127  | 1012 | 2960   |
| 1856 | 127  | 1012 | 3021   |
| 1857 | 127  | 1012 | 3095   |
| 1858 | 127  | 1012 | 3220   |
| 1859 | 127  | 1012 | 3218   |
| 1860 | 127  | 1012 | 3284   |
| 1861 | 127  | 1012 | 3342   |
| 1862 | 127  | 1012 | 3413   |
| 1863 | 127  | 1012 | 3476   |
| 1864 | 127  | 1012 | 3537   |
| 1865 | 127  | 1012 | 1198   |
| 1865 | 127  | 1012 | 3596a  |
| 1866 | 127  | 1012 | 3669   |
| 1867 | 127  | 1012 | 3737   |
| 1868 | 127  | 1012 | 3819   |
| 1869 | 127  | 1012 | 3923   |
| 1870 | 127  | 1012 | 4035   |
| 1871 | 127  | 1012 | 4134   |
| 1872 | 127  | 1012 | 4245   |
| 1876 | 127  | 1078 | 1481   |
| 1877 | 127  | 1078 | 143    |
| 1878 | 127  | 1078 | 1489   |
| 1879 | 127  | 1078 | 1495   |
| 1880 | 127  | 1078 | 1506   |
| 1881 | 127  | 1078 | 1517   |
| 1882 | 127  | 1078 | 1526   |
| 1883 | 127  | 1078 | 149    |
| 1884 | 127  | 1078 | 1545   |
| 1885 | 127  | 1078 | 1556   |
| 1887 | 127  | 1078 | 1578   |
| 1888 | 127  | 1078 | 1581   |
| 1889 | 127  | 1078 | 1592   |
| 1890 | 127  | 1078 | 157    |
| 1891 | 127  | 1078 | 1598   |
| 1893 | 127  | 1078 | 1616   |
| 1894 | 127  | 1078 | 1627   |
| 1895 | 127  | 1078 | 1636   |
| 1897 | 127  | 1078 | 1647   |
| 1898 | 127  | 1078 | 1652   |
| 1900 | 127  | 1078 | 1670   |
| 1901 | 127  | 1078 | 1678   |
| 1902 | 127  | 1078 | 1684   |
| 1903 | 127  | 1078 | 1695   |
| 1904 | 127  | 1078 | 1701   |
| 1905 | 127  | 1078 | 1708   |
| 1907 | 127  | 1078 | 1718   |
| 1908 | 127  | 1078 | 1726   |
| 1909 | 127  | 1078 | 1740   |
| 1910 | 127  | 1078 | 1749   |
| 1911 | 127  | 1079 | 625    |
| 1912 | 127  | 1079 | 638    |
| 1914 | 127  | 1079 | 646    |
| 1916 | 127  | 1079 | 651    |
| 1917 | 127  | 1079 | 616    |

### Єврейські переписи населення села Росава
Державний архів Київської області. м. Київ, вул. Мельникова 40.
1865 рік. Фонд 1, опис 295, справа 60281 Дивитись онлайн
1875 рік. Фонд 12, опис 6, справа 644 Дивитись онлайн
1880 рік. Фонд 1, опис 295, справа 77174 Дивитись онлайн
1883 рік. Фонд 1, опис 325, справа 72 Дивитись онлайн
1894 рік. Фонд 1, опис 325, справа 203 Дивитись онлайн
1907 рік. Фонд 1, опис 141, справа 769 Дивитись онлайн
1913 рік. Фонд 1, опис 147, справа 362 Дивитись онлайн
1920 рік. Переписи жертв погромів. Фонд Р-3050, опис 1, спр 152.